# Trisselwand
Trisselwand är ett berg i Österrike.   Det ligger i förbundslandet Steiermark, i den centrala delen av landet, 200 km väster om huvudstaden Wien. Trisselwand ligger 1 754 meter över havet. Trisselwand ligger vid Altausseer See med en höjdskillnad på 1 042 meter, varav 600 meter utgörs av ett stup. 
Närmaste större samhälle är Bad Aussee, 5,1 km sydväst om Trisselwand. 